# El pez en el agua
El pez en el agua es un libro del escritor peruano Mario Vargas Llosa, publicado en 1993, y en el cual relata sus memorias. Se trata de una autobiografía que cubre dos importantes periodos de la vida del escritor: el primero de ellos abarca los años entre 1936 y 1958 en que describe su niñez, la difícil relación con su padre, así como los inicios de su carrera literaria. El segundo periodo abarca su corta pero intensa carrera política, en particular los sucesos vinculados a su postulación como candidato a la Presidencia del Perú que culminó con su derrota frente a Alberto Fujimori en 1990.

## Contenido
La obra está dividida en veinte capítulos en los cuales el escritor aborda de manera intercalada las vivencias de sus primeros años de vida con los sucesos vinculados a su carrera política en el Perú. En el transcurso de estas memorias, Vargas Llosa nos revela diversas experiencias, como el episodio en que conoce a su padre a quien creía muerto a los 10 años de edad del escritor, cuando se hizo hincha del Universitario de Deportes y hasta jugó en su equipo de menores, sus estudios en la Universidad Nacional Mayor de San Marcos, sus primeros trabajos en el diario La Crónica, entre otros. Igualmente nos muestra los entretelones de su participación en la política peruana, desde su oposición a las políticas estatistas del entonces presidente del Perú Alan García, la fundación del Movimiento Libertad, la posterior conformación del Fredemo y su participación de las elecciones presidenciales de 1990.

## Capítulos
1. Ese señor que era mi papá
2. La plaza San Martín
3. Lima la horrible
4. El Frente Democrático
5. El cadete de la suerte
6. Religión, municipios y traseros
7. Periodismo y bohemia
8. El movimiento libertad
9. El tío Lucho
10. Vida pública
11. Camarada Alberto
12. Intrigantes y dragones
13. El sartrecillo valiente
14. El intelectual barato
15. La tía Julia
16. El gran cambio
17. El pájaro-mitra
18. La guerra sucia
19. El viaje a París
20. Punto Final

## Críticas
Sin embargo, y sin dejar de tomar en cuenta las virtudes arriba señaladas, El pez en el agua incluye también secciones muy discutibles, tales como aquella en que se critica muy duramente a intelectuales peruanos que alguna vez tuvieron una diferencia de opinión con Vargas Llosa, como el entonces agonizante escritor Julio Ramón Ribeyro, quien muriera poco después de la publicación de estas memorias, víctima del cáncer.